# Floyd, Nova Mehika
Floyd je vas, ki leži v okrožju Roosevelt, ki leži v ameriških zvezni državi Nova Mehika. 
Leta 2000 je naselje imelo 78 prebivalcev in 8 km² površine (naselje nima nobenih vodnih površin).